# Diocesi di Birta
La diocesi di Birta (in latino Dioecesis Birthensis) è una sede soppressa del patriarcato di Antiochia e una sede titolare della Chiesa cattolica.

## Storia
Birta, identificabile con Birecik nella provincia di Şanlıurfa in Turchia, è un'antica sede episcopale della provincia romana dell'Osroene nella diocesi civile d'Oriente. Faceva parte del patriarcato di Antiochia ed era suffraganea dell'arcidiocesi di Edessa, come attestato in una Notitia episcopatuum del VI secolo.
La sede è conosciuta dalle fonti anche con il nome greco di Macedonopoli.
Sono tre i vescovi documentati di questa sede. Al concilio di Nicea del 325 partecipò Mareas, che firmò come vescovo di Macedonopolis. Al concilio di Calcedonia (451) Daniele è menzionato nella Cronaca di Michele il Siro come vescovo di Birtha, mentre in Mansi come vescovo di Macedonopolis. Daniele prese parte anche al concilio di Antiochia del 448, convocato per giudicare l'operato di Daniele di Carre, nipote di Iba di Edessa. 
Infine nella Cronaca di Giosuè lo Stilita è menzionato un vescovo di nome Sergio, che, su incarico dell'imperatore Anastasio, iniziò a fortificare la città di Birtha; questo fatto deve essere avvenuto dopo la pace con i Persiani, ossia dopo il 504.
Dal XVIII secolo Birta è annoverata tra le sedi vescovili titolari della Chiesa cattolica; la sede è vacante dal 3 novembre 1977.

## Cronotassi

### Vescovi greci
- Mareas † (menzionato nel 325)
- Daniele † (prima del 448 - dopo il 451)
- Sergio † (menzionato dopo il 504)

### Vescovi titolari
- James Robert Talbot † (10 marzo 1759 - 26 gennaio 1790 deceduto)
- James Caulfield † (26 febbraio 1782 - 19 ottobre 1786 succeduto vescovo di Ferns)
- Franz Ignaz von Streber † (24 settembre 1821 - 26 aprile 1841 deceduto)
- Pierre-Adophe Pinsoneault † (4 dicembre 1868 - 30 gennaio 1883 deceduto)
- Pasquale Maria Jaderosa † (24 marzo 1884 - 2 marzo 1900 deceduto)
- Manuel María Vidal y Boullon † (25 febbraio 1915 - 27 ottobre 1923 nominato vescovo di Tuy)
- Joseph Aloysius Murphy, S.I. † (23 dicembre 1923 - 25 novembre 1939 deceduto)
- Sidney Matthew Metzger † (5 gennaio 1940 - 29 novembre 1942 succeduto vescovo di El Paso)
- Germiniano Esorto † (23 agosto 1943 - 2 novembre 1946 nominato vescovo di Bahía Blanca)
- Jan Michiel Jozef Antoon Hanssen † (26 luglio 1947 - 31 dicembre 1957 succeduto vescovo di Roermond)
- Alejandro Schell † (14 febbraio 1958 - 10 aprile 1963 succeduto vescovo di Lomas de Zamora)
- Francis Raymond Walsh, M.Afr. † (12 settembre 1963 - 7 dicembre 1970 dimesso)
- Carlos Arturo Mullín Nocetti, S.I. † (1º marzo 1972 - 3 novembre 1977 nominato vescovo di Minas)